# Мірза Тарік Фарук
Тарік Фарук Мірза (12 квітня 1943) — пакистанський дипломат. Надзвичайний і Повноважний Посол Пакистану в Україні.

## Біографія
Народився 12 квітня 1943 року. Магістр природничих наук.
З 1969 по 1972 — на дипломатичній роботі в МЗС Пакистану в Ісламабаді.
З 1972 по 1986 — співробітник дипломатичних місій Пакистану в Канаді, Лівії та Малайзії.
З 1986 по 1994 — заступник директора, директор Управління Протоколу МЗС Пакистану.
З 1994 по 1997 — генеральний консул Пакистану в Нью-Йорці (США).
З 1997 по 2000 — Надзвичайний і Повноважний Посол Пакистану в Києві (Україна).